# Kawasaki Ki-56
Il Kawasaki Ki-56 (?, 一式貨物輸送機, aereo per trasporto merci tipo 1, nome in codice alleato Thalia) era un bimotore da trasporto tattico ad ala bassa sviluppato dall'azienda giapponese Kawasaki Kokuki Kogyo, la divisione aeronautica della Kawasaki Heavy Industries, e prodotto, oltre che dalla stessa, anche dalla Tachikawa Hikōki KK durante la prima metà degli anni quaranta.
Derivato dallo statunitense Lockheed L-14 Super Electra che le aziende nipponiche producevano su licenza per il mercato interno con la designazione locale di Type LO, pur mantenendone l'aspetto generale se ne distingueva per le misure più abbondanti. Fu introdotto per dotare i reparti da trasporto della Dai-Nippon Teikoku Rikugun Kōkū Hombu, la componente aerea dell'Esercito imperiale giapponese, di un velivolo in grado di movimentare personale e merci su tratte medio-corte durante la seconda guerra mondiale.

## Storia

### Sviluppo
Nei tardi anni trenta la Kawasaki era riuscita ad acquistare una licenza dalla statunitense Lockheed Corporation per produrre per il mercato giapponese il bimotore da trasporto L-14 Super Electra in Giappone. Identificato con la designazione LO venne anche prodotto dalla Tachikawa Hikōki. Nel settembre 1939 la società venne contattata dalle autorità militari dell'esercito imperiale i quali ne richiesero uno sviluppo migliorativo, un nuovo velivolo dotato di una maggiore capacità di carico e migliori caratteristiche in fase di decollo.
Il progetto venne affidato ad un gruppo di progettazione diretto dall'ingegnere Takeo Doi che intervenne sul progetto originale introducendo una serie di modifiche: la fusoliera venne allungata, la velatura modificata e venne adottata una diversa motorizzazione rispetto al modello precedente, sempre basata su una coppia di motori radiali ma più leggeri ed in grado di esprimere una maggior potenza. La fusoliera venne dotata di un grande portellone di accesso posizionato sulla parte sinistra posteriore per facilitare le operazioni di carico e scarico oltre a mantenerne una più piccola per l'accesso del personale e dei passeggeri.
La Lockheed avviò un simile sviluppo, anche se le due squadre stavano lavorando indipendentemente l'uno dall'altra, che portò alla realizzazione del Lockheed L-18 Lodestar; dal punto di vista pratico tuttavia, essendo destinato al mercato militare, il velivolo giapponese risultava essere più simile al Lockheed Hudson.
Il primo dei due prototipi riuscì ad essere completato nel novembre 1940 e portato in volo rivelò buone caratteristiche, accorciando lo spazio necessario al decollo e migliorando in generale le prestazioni, riuscendo a soddisfare le specifiche richieste. Dopo l'approvazione da parte delle autorità militari, il modello venne avviato alla produzione in serie, identificato in base alla convenzione di designazione "lunga" "aereo da trasporto merci per l'esercito tipo 1", affiancando il precedente il Type LO fino al dicembre 1941, quando quest'ultimo cessò di essere costruito. Il Ki-56 continuò ad uscire dalla catena di produzione fino al settembre 1943 attestandosi su 121 unità costruite, i due prototipi iniziali più 119 di serie.

### Impiego operativo
Il Ki-56 iniziò ad essere consegnato ai reparti da trasporto aereo dell'Esercito imperiale dai primi mesi del 1941 venendo utilizzato in tutto l'Impero e nel teatro della Guerra del Pacifico.

## Utilizzatori
Giappone
- Dai-Nippon Teikoku Rikugun Kōkū Hombu